# Eros (Mythologie)

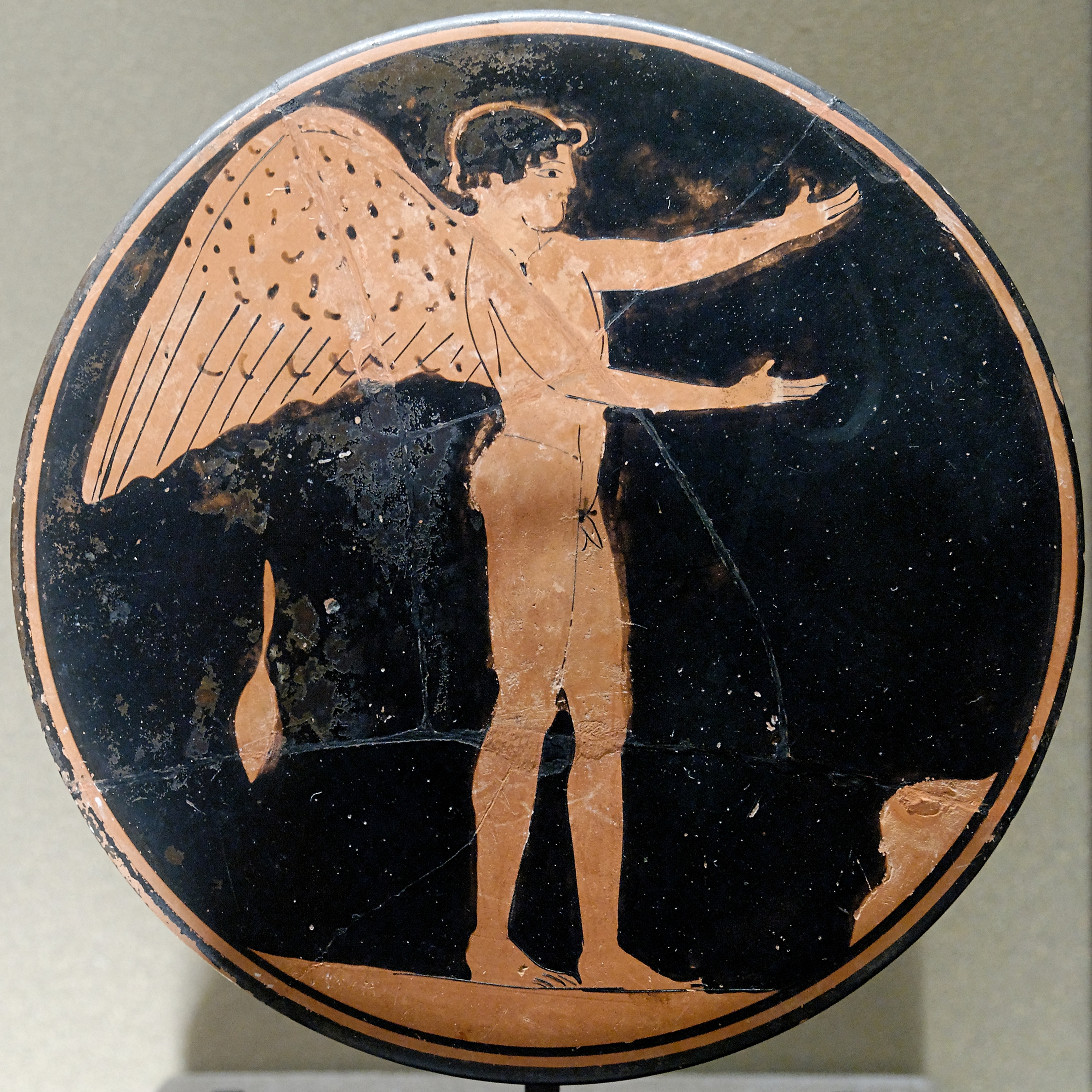
Eros auf einer rotfigurigen Spule
(Attische Malerei um 450 v. Chr. Louvre, Paris)

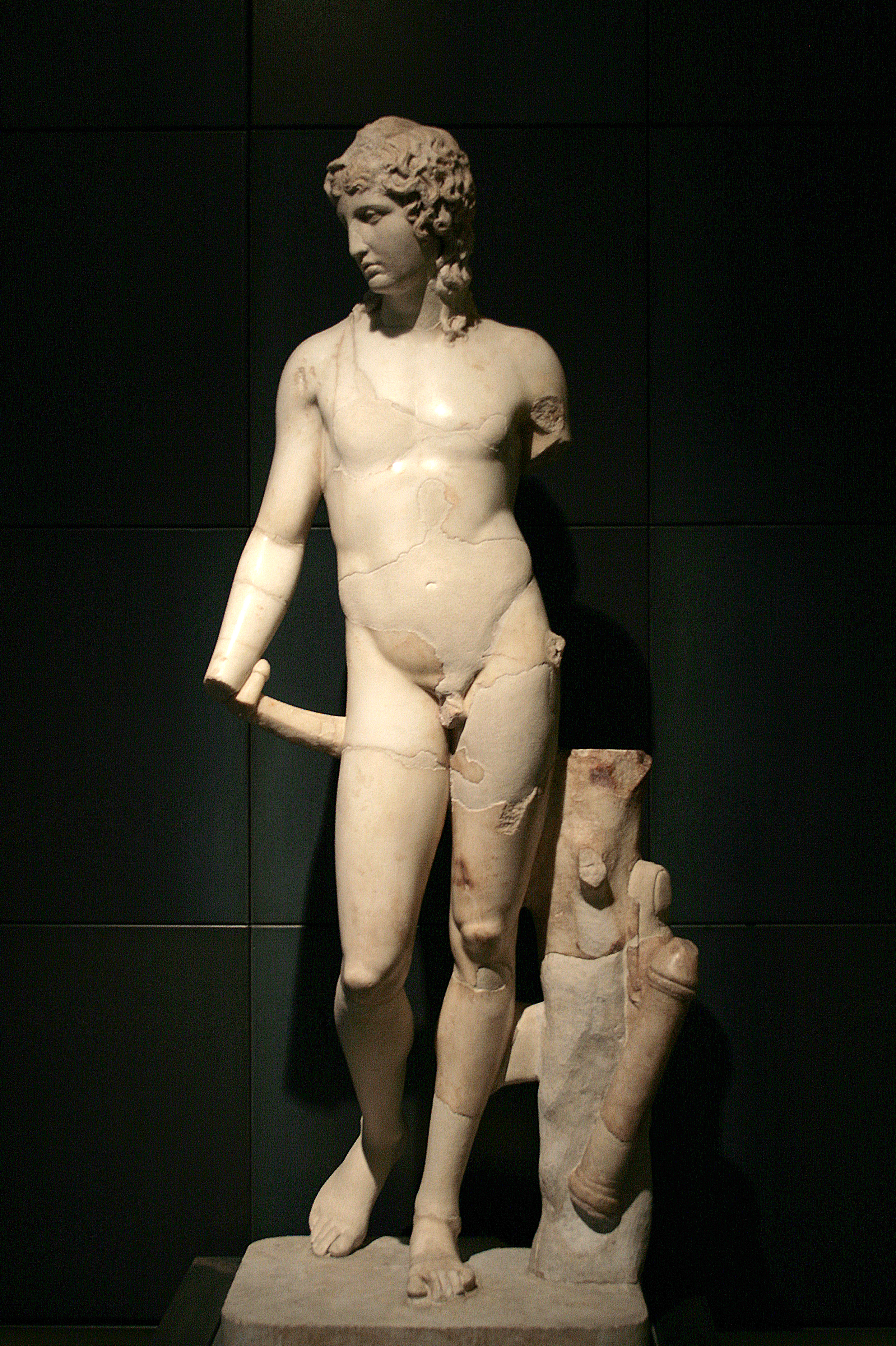
Eros-Statue. Römische Kopie aus Antoninischer Zeit eines griechischen Originals aus dem 2. Jahrhundert v. Chr. Kapitolinische Museen, Rom

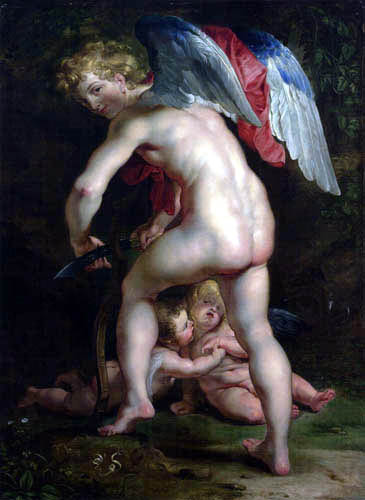
Peter Paul Rubens: Amor schnitzt den Bogen, 1614. Alte Pinakothek, München

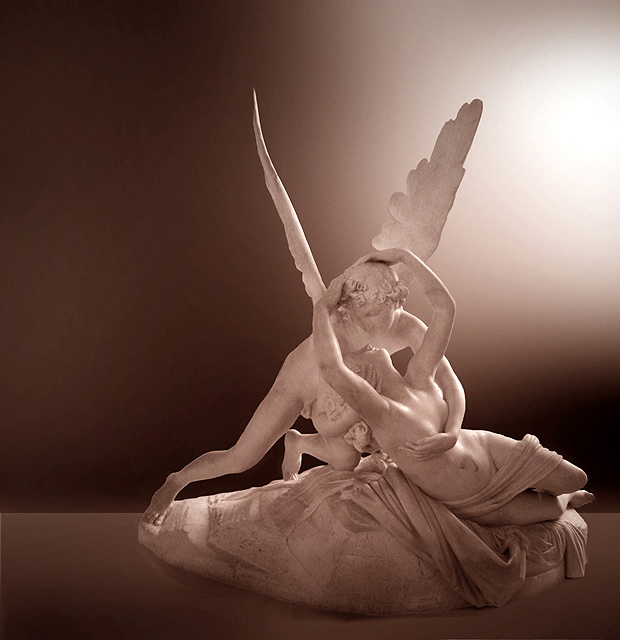
Canova: Amor und Psyche, 1793. Louvre, Paris

Eros (altgriechisch Ἔρως Érōs [ěrɔːs]) ist in der griechischen Mythologie der Gott der begehrlichen Liebe. Ihm entspricht in der römischen Mythologie Amor, der als Personifikation der erotischen Begierde auch Cupido („Begierde“, „Leidenschaft“) genannt wird. Eros hat zwar im Kult kaum eine Rolle gespielt, ist aber seit der Antike eine der beliebtesten mythischen Figuren in Literatur, bildender Kunst und Musik.

## Mythos
Bei Homer kommt Eros nicht vor. In der Theogonie des Dichters Hesiod gehört er zusammen mit Gaia, Nyx, Tartaros und Erebos zu den fünf ersten nach dem anfänglichen Chaos entstandenen Gottheiten. Eros und Himeros begleiten Aphrodite seit ihrer Geburt. In der Komödie Die Vögel des Aristophanes schlüpft Eros aus einem Ei, das die Nacht mit ihren schwarzen Flügeln in die Welt gesetzt hat. Er hat zwei goldene Flügel, und er zeugt mit Chaos das Geschlecht der Vögel.
In der Tragödie Antigone des Sophokles veranlasst Eros den mit der Titelheldin verlobten Haimon, den Sohn des Königs Kreon, sich gegen seinen Vater, der Antigones Hinrichtung will, aufzulehnen. Damit thematisiert der Dichter einen Konflikt zwischen erotischem Begehren und der Loyalitätspflicht gegenüber dem Vater, wobei Eros sich als stärker erweist. Er wird vom Chor als „Eros, unbesiegt im Kampf“ angesprochen. Mit diesem berühmten Vers drückt der Dichter seine Überzeugung aus, dass der Mensch der Macht des Eros, die ihn ergreift, gänzlich ausgeliefert ist.
Neben der alten Vorstellung von Eros als Urmacht, als Schöpfer und – bei Parmenides – als erster der Götter war auch ein anderes Bild von ihm verbreitet: Eros als verspielter, mutwilliger Knabe. Diese Gestalt und Auftretensweise des Liebesgottes dominierte in der Literatur und bildenden Kunst des Hellenismus. Trotz des großen Unterschieds zur machtvollen Schöpfergestalt älterer Quellen ist dieser kindliche, aber auf seine Art ebenfalls mächtige hellenistische Eros nicht ein anderer Gott; vielmehr ist er das Ergebnis eines Prozesses der Verkindlichung der Liebesgottheit.
Eros gilt als Sohn der Aphrodite (römisch Venus) und des Ares (römisch Mars). Auch werden Hermes, der römische Mercurius, oder Zeus bzw. der ihm entsprechende römische Jupiter als Vater genannt. Bei Platon gelten Poros und Penia als Eltern.
Berühmt ist die Geschichte von Amor und Psyche des Apuleius. Hier ist Psyche die Geliebte des Amor, die ihm eine Tochter namens Voluptas („Lust“) schenkt.

## Kult
In Athen wurde am 4. Munichion ein Fest zu Ehren des Eros begangen, das im Rahmen einer Prozession zu Ehren der Aphrodite Pandemos begangen wurde. In Thespiai wurden ihm zu Ehren alle vier Jahre die agonischen Erotidia begangen. Er wurde gemeinhin neben Hermes und Herakles in Gymnasien verehrt.

## Darstellungen
Bis in die Zeit der griechischen Klassik wird Eros in Kunst und Literatur als schöner Jüngling dargestellt. Seine Attribute sind meist Peitsche, Netz oder Sandale. Im Hellenismus setzt sich die Darstellung des Eros als Kleinkind mit Pfeil und Bogen durch. Dabei soll eine auf das Herz gezielte goldene Pfeilspitze die Leidenschaft entfachen, eine bleierne dagegen die Leidenschaft abtöten. Der Gegensatz zwischen dem harmlosen, unbeholfenen Kleinkind und seiner gewaltigen Wirkung wird offenbar als besonders reizvoll empfunden. Meist wird Eros mit Flügeln dargestellt. In einigen hellenistischen Darstellungen reitet Eros auf einer Ente.